# Gerhard Auer
Pour les articles homonymes, voir Auer.
Gerhard Auer est un rameur allemand ayant représenté l'Allemagne de l'Ouest né le 29 juin 1943 à Tepl, Troisième Reich (aujourd'hui Teplá, République tchèque) et mort le 21 septembre 2019 à Rodalben.

## Biographie
En 1972 à Munich, il est médaillé d'or olympique en quatre barré.

## Palmarès

### Jeux olympiques
- Jeux olympiques d'été de 1972 à Munich
  -  Médaille d'or en quatre barré

### Championnats du monde
- Championnats du monde d'aviron 1970 à Saint Catharines
  -  Médaille d'or en quatre barré

### Championnats d'Europe
- Championnats d'Europe d'aviron 1969 à Klagenfurt
  -  Médaille d'or en quatre barré
- Championnats d'Europe d'aviron 1971 à Copenhague
  -  Médaille d'or en quatre barré